# LY Гидры
LY Гидры (лат. LY Hydrae) — новоподобная, двойная катаклизмическая переменная звезда (NL) или карликовая новая*, катаклизмическая переменная звезда типа SU Большой Медведицы (UGSU) в созвездии Гидры на расстоянии приблизительно 1039 световых лет (около 319 парсек) от Солнца. Видимая звёздная величина звезды — от +18,4m до +17,41m. Орбитальный период — около 0,0748 суток (1,7952 часа).
Открыта Хуаном Эчеваррия и др. в 1983 году***.

## Характеристики
Первый компонент — аккрецирующий белый карлик спектрального класса pec(UG). Масса — около 1,4 солнечной*.
Второй компонент — красный карлик спектрального класса M0-M3*. Масса — около 0,4 солнечной*.